# 창수국민학교 신리분교
창수국민학교 신리분교는 대한민국 경상북도 영덕군에 있었던 공립 초등학교이다.

## 학교 연혁
- 1951년 5월 15일 신리국민학교 개교
- 일자미상 자래목분교장 개교
- 1977년 3월 1일 자래목분교 폐교 및 신리국민학교 통폐합
- 일자미상 창수국민학교 분교장 격하 편입
- 1994년 3월 1일 폐교 및 창수국민학교 통폐합

## 참고 자료
- 창수국민학교신리분교장 - 한국교육학술정보원 학교알리미